# Lista de ministros das Relações Exteriores da Prússia
Este artigo lista os Ministros das Relações Exteriores da Prússia.

## História
Após a criação do Império Alemão em 1871, o Chanceler Imperial normalmente também era Ministro das Relações Exteriores da Prússia. No entanto, durante a chancelaria do Príncipe Hohenlohe (1894–1900), o cargo foi ocupado pelos Secretários de Estado dos Negócios Estrangeiros.

## Ministros das Relações Exteriores (1768-1918)
| Nome                                                 | Imagem                               | Início de Mandato | Fim de Mandato | Notas       |
| ---------------------------------------------------- | ------------------------------------ | ----------------- | -------------- | ----------- |
| Ewald Friedrich von Hertzberg                        | Ewald Friedrich von Hertzberg        | 1768              | 1791           |             |
| August Friedrich Ferdinand von der Goltz             |                                      | 1808              | 1814           |             |
| Karl August von Hardenberg                           | Karl August von Hardenberg           | 1814              | 1818           |             |
| Christian Günther von Bernstorff                     | Christian Günther von Bernstorff     | 1818              | 1832           |             |
| Friedrich Ancillon                                   | Jean Pierre Frédéric Ancillon        | 1832              | 1837           |             |
| Heinrich Wilhelm von Werther                         |                                      | 1837              | 1841           |             |
| Mortimer von Maltzahn                                |                                      | 1841              | 1842           |             |
| Heinrich von Bülow                                   | Heinrich von Bülow                   | 1842              | 1845           |             |
| Karl Ernst Wilhelm von Canitz und Dallwitz           | Karl von Canitz und Dallwitz         | 1848              | 1848           |             |
| Adolf Heinrich von Arnim-Boitzenburg                 | Adolf Heinrich von Arnim-Boitzenburg | 1848              | 1848           |             |
| Heinrich Alexander von Arnim                         | Heinrich Alexander von Arnim         | 1848              | 1848           |             |
| Alexander von Schleinitz                             | Alexander von Schleinitz             | 1848              | 1848           |             |
| Rudolf von Auerswald                                 | Rudolf von Auerswald                 | 1848              | 1848           |             |
| August Hermann von Dönhoff                           |                                      | 1848              | 1848           |             |
| Friedrich Wilhelm von Brandenburg                    | Friedrich Wilhelm von Brandenburg    | 1848              | 1849           |             |
| Heinrich Friedrich von Arnim-Heinrichsdorff-Werbelow |                                      | 1849              | 1849           |             |
| Friedrich Wilhelm von Brandenburg                    | Friedrich Wilhelm von Brandenburg    | 1849              | 1849           |             |
| Alexander von Schleinitz                             | Alexander von Schleinitz             | 1849              | 1850           |             |
| Joseph von Radowitz                                  | Joseph von Radowitz                  | 1850              | 1850           |             |
| Otto Theodor von Manteuffel                          | Otto Theodor von Manteuffel          | 1850              | 1858           |             |
| Alexander von Schleinitz                             | Alexander von Schleinitz             | 1858              | 1861           |             |
| Albrecht von Bernstorff                              | Albrecht von Bernstorff              | 1861              | 1862           |             |
| Otto von Bismarck                                    | Otto von Bismarck                    | 1862              | 1890           | [ 1 ]       |
| Herbert von Bismarck                                 | Herbert von Bismarck                 | 1890              | 1890           | [ 2 ]       |
| Leo von Caprivi                                      | Leo Graf von Caprivi                 | 1890              | 1894           |             |
| Adolf Marschall von Bieberstein                      | Adolf Marschall von Bieberstein      | 1894              | 1897           |             |
| Bernhard von Bülow                                   | Bernhard von Bülow                   | 1897              | 1909           |             |
| Theobald von Bethmann-Hollweg                        | Theobald von Bethmann Hollweg        | 1909              | 1917           |             |
| Georg Michaelis                                      | Georg Michaelis                      | 1917              | 1917           |             |
| Georg von Hertling                                   | Georg von Hertling                   | 1917              | 1918           |             |
| Max von Baden                                        | Maximilian von Baden                 | 1918              | 1918           | [ 3 ] [ 4 ] |